# Ihar Dziatko
Ihar Dziatko –en bielorruso, Ігар Дзятко– (28 de marzo de 1991) es un deportista bielorruso que compite en lucha libre. Ganó una medalla de bronce en el Campeonato Europeo de Lucha de 2012, en la categoría de 120 kg.

## Palmarés internacional
| Campeonato Europeo | Campeonato Europeo | Campeonato Europeo | Campeonato Europeo |
| Año                | Lugar              | Medalla            | Categoría          |
| ------------------ | ------------------ | ------------------ | ------------------ |
| 2012               | Belgrado (Serbia)  | Medalla de bronce  | 120 kg             |